# Brehov
Brehov (węg. Imreg) – wieś (obec) na Słowacji położona w kraju koszyckim, w powiecie Trebišov. Pierwsze wzmianki o miejscowości pochodzą z 1309 roku. 
Według danych z dnia 31 grudnia 2012 roku, wieś zamieszkiwało 614 osób, w tym 299 kobiet i 315 mężczyzn.
W 2001 roku rozkład populacji względem narodowości i przynależności etnicznej wyglądał następująco:
- Słowacy – 54,95%
- Polacy – 0,16%
- Romowie – 0,78%
- Ukraińcy – 0,16%
- Węgrzy – 43,49%

Ze względu na wyznawaną religię struktura mieszkańców kształtowała się w 2001 roku następująco:
- Katolicy rzymscy – 62,95%
- Grekokatolicy – 2,67%
- Ewangelicy – 0,94%
- Prawosławni – 0,16%
- Ateiści – 3,92%
- Nie podano – 1,26%